# Cercopis gratiosa
Cercopis gratiosa is een halfvleugelig insect uit de familie schuimcicaden (Cercopidae). De wetenschappelijke naam van deze soort is voor het eerst geldig gepubliceerd in 1840 door Blanchard.